# Pseudoplites
Pseudoplites is een kevergeslacht uit de familie van de boktorren (Cerambycidae). De wetenschappelijke naam van het geslacht werd voor het eerst geldig gepubliceerd in 1916 door Lameere.

## Soorten
Pseudoplites is monotypisch en omvat slechts de volgende soort:
- Pseudoplites inexpectatus (Lameere, 1916)